# International Paper
International Paper (IP) ist ein US-amerikanisches Unternehmen mit Firmensitz in Memphis. Das Unternehmen ist im Aktienindex S&P 500 an der New Yorker Börse gelistet und beschäftigt knapp 60.000 Menschen. International Paper ist der weltweit größte Verpackungsmittelhersteller und private Besitzer von Holzabbauflächen in den Vereinigten Staaten.

## Geschichte
Das Unternehmen entstand 1898 durch die Fusion von 17 Papier- und Pappewerken im Nordosten der Vereinigten Staaten.
Das Unternehmen erwarb 1986 die HammerMill Paper Company und 1988 Masonite Corporation. 1989 kaufte International Paper das deutsche Unternehmen Zanders Feinpapiere und den französischen Papierhersteller Aussedat Rey. Zusätzlich besitzt International Paper Anteile an dem chilenischen Unternehmen Copec. 1992 kam in Polen ein Werk in Kwidzyn hinzu.
Anfang Februar 2007 verkaufte International Paper seine Getränkeverpackungsabteilung, die unter dem neuen Firmennamen Evergreen auftritt,  an den neuseeländischen Milliardär Graeme Hart. Ebenfalls 2007 gründete International Paper mit der russischen Ilim Pulp das Joint-Venture Ilim Group, in das die Ilim Pulp ihre Zellstoff-, Papier- und Holzernteaktivitäten einbrachte.
Am 13. Februar 2012 übernahm International Paper den Mitstreiter Temple-Inland, unter der Auflage drei Wellpappenwerke zu verkaufen. Das Unternehmen erwarb den Konkurrenten für 32 US-Dollar die Aktie, mit einem Gesamtwert von über 4,5 Milliarden US-Dollar.
Im Jahr 2014 wurde die Papiergroßhandelssparte xpedx abgespalten und mit UWW Holdings fusioniert. Die fusionierte Gesellschaft ist heute unter dem Namen Veritiv aktiv.
Am 1. Oktober 2021 erfolgte die Ausgliederung des globalen Druckpapiergeschäfts unter dem Namen Sylvamo Corp. mit Sitz in Memphis.

## Standorte und Produktion
International Paper hat weltweit über 250 Produktionsstandorte. Mit einem Jahresumsatz von etwa 29 Milliarden US$ (2013) ist das Unternehmen weltweit der größte Papierhersteller vor dem ebenfalls amerikanischen Konzern Kimberly-Clark (ca. 21 Milliarden US$), dem finnischen Unternehmen Stora Enso (ca. 14 Milliarden US$), Svenska Cellulosa Aktiebolaget aus Schweden (13,66 Milliarden US$) und UPM-Kymmene aus Finnland (13,35 Milliarden US$).
International Paper ist des Weiteren der größte Produzent von Plastikgeschirr und Tassen, die für die Schnellrestaurantketten McDonald’s, Wendy’s und Subway hergestellt werden.

## Kritik
Laut einem Bericht der ukrainischen Zeitung Kyiv Post ist die JAF-Gruppe in Korruption und illegalen Holzhandel mit der Ukraine verstrickt. Laut der Zeitung hat das Londoner Umweltüberwachungsunternehmen Earthsight herausgefunden, dass die österreichischen Holzunternehmen Egger, Schweighofer, Kronospan, Lenzing, JAF Group sowie das Schweizer Unternehmen Swiss-Krono und eine polnische Fabrik von International Paper in illegale Machenschaften rund um den Import von ukrainischem Holz in die EU verwickelt seien. Die Untersuchung brachte Beweise dafür, dass Rundholz aus der Ukraine in Zollanmeldungen als Brennholz falsch bezeichnet wurde, um das seit 2015 geltende Verbot von Rundholzexporten und das seit 2017 geltende Verbot von Kiefernholzexporten zu umgehen.
Zuvor fanden journalistische Untersuchungen von Reportern der Kiewer Post und des Projekts zur Berichterstattung über organisierte Kriminalität und Korruption Beweise für die Beteiligung der österreichischen Firma Schweighofer am illegalen Holzeinschlag in der Ukraine. Schweighofer hat auch die Europäische Union aufgefordert, Druck auf die ukrainischen Regierungsbeamten auszuüben, um das Moratorium aufzuheben, so die Untersuchungsergebnisse.
Nach dem neuesten Bericht des World Wide Fund for Nature (WWF) wird bis zu einem Viertel des Karpatenholzes illegal geschlagen – ohne Genehmigung und in unbefugten Gebieten wie Nationalparks. Das entspricht einer Million Kubikmeter Holz pro Jahr.